# Boulevard Beaumarchais
Boulevard Beaumarchais je bulvár v Paříži. Nachází se na hranici 3., 4. a 11. obvodu. Ulice nese jméno francouzského dramatika Pierra Augustina Carona de Beaumarchais.

## Poloha
Ulice je součástí tzv. velkých bulvárů a spojuje Place de la Bastille a Boulevard des Filles-du-Calvaire (na křižovatce ulic Rue Saint-Sébastien a Rue du Pont-aux-Choux).

## Historie
Boulevard Beaumarchais vznikl po zboření městských hradeb Karla V. V roce 1668 začalo osazování nových bulvárů stromy, které bylo dokončeno v roce 1705. Bulvár byl zřízen královským patentem ze 7. června 1670 pod názvem Boulevard Saint-Antoine, protože vedl na předměstí Saint-Antoine. Také se nazýval Boulevard de la Porte-Saint-Antoine podle stejnojmenné brány. Královská vyhláška z 8. června 1834 vyměřila trasu bulváru a nařízení z 19. února 1846 upravovalo výstavbu na bulváru.

## Významné stavby
- dům č. 2: před domem je secesní vstup do metra (stanice Bastille), který sem byl přenesen kvůli stavbě Opery Bastille. Od roku 1978 je chráněn jako historická památka.
- dům č. 23: Hôtel de Sagonne – barokní palác chráněný jako historická památka
- dům č. 25: v letech 1835–1892 zde působil Théâtre Beaumarchais
- dům č. 28: pekařství Beaumarchais chráněno jako historická památka
- dům č. 96: bydlel zde hlavní francouzský kat Jean-François Heidenreich (1811–1872)
- dům č. 99: bydlel zde Alessandro Cagliostro
- dům č. 113: chráněný jako historická památka